# Greta Berlin

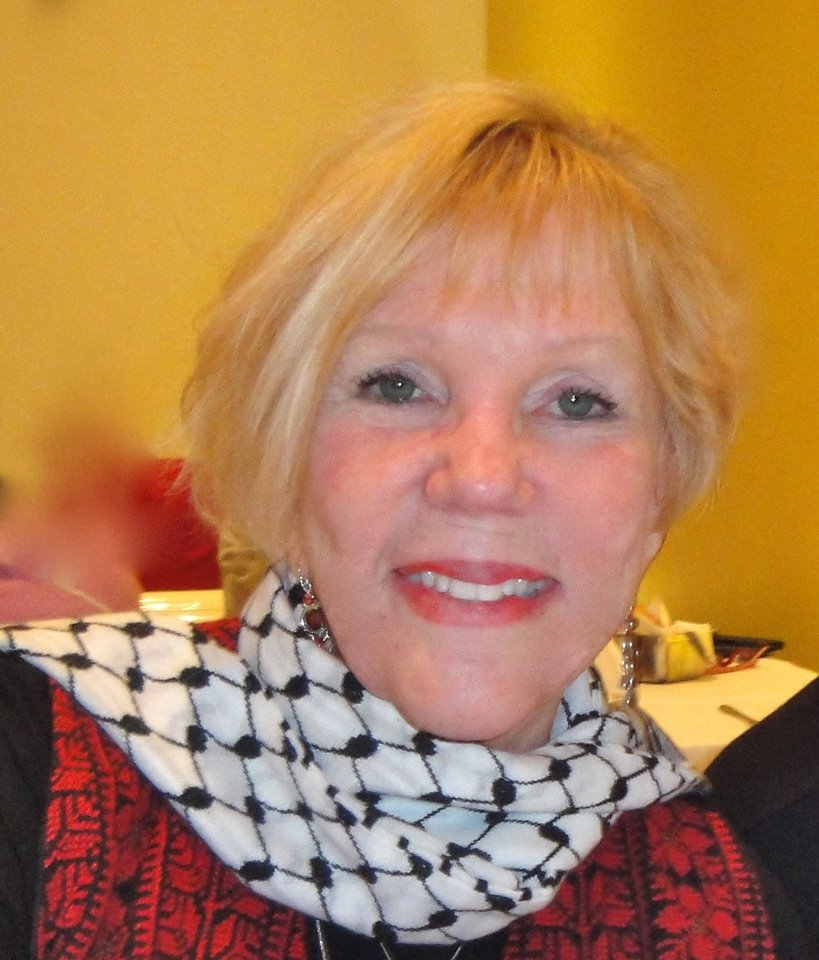
Greta Berlin, 2014

Greta K. Berlin (* 6. April 1941 in Detroit, Michigan) ist eine US-amerikanische anti-israelische, pro-palästinensische Aktivistin. Sie hat internationale Aufmerksamkeit als Sprecherin der Free Gaza Movement (FGM) erlangt, die sie mitgegründet hat.

## Biografie
Berlin studierte in Illinois, wo sie einen B.A. in Rhetorik und Englisch am MacMurray College und einen M.A. in Theater- und Massenkommunikation an der Universität von Illinois erlangte. Sie nahm auch an mehreren ingenieurwissenschaftlichen Studiengängen teil und lehrte dann selbst Ingenieure.

## Politische Aktivitäten
Berlin gehört zum „Los Angeles Chapter“ der Frauen in Schwarz, die nach eigenen Angaben „im Wesentlichen die Auffassung der Ein-Staaten-Lösung vertreten, das Recht auf Rückkehr fordern und dass es keinen Frieden im Nahen Osten geben wird, bis den Palästinensern Menschen- und Bürgerrechte gewährt werden.“ Im Jahr 2003 fing sie an, für die ISM (International Solidarity Movement) in der West Bank zu arbeiten, sie arbeitete im Medien-Büro in Beit Sahour und lebte in Dschenin. Sie kehrte 2005 und 2007 nach West Bank zurück. Im Jahr 2006 wurde sie Mitbegründerin der Free Gaza Movement und war als wichtigste Sprecherin der Flottille vom 31. Mai 2010 beteiligt.
Sie ist Co-Autorin und Co-Herausgeberin des Buches Freedom Sailors, How We Succeeded in Breaking Israel's Illegal Siege on Gaza in Spite of Ourselves.

## Kontroversen
Berlin geriet in die Diskussion, als sie einen umstrittenen Beitrag in ihrem Facebookprofil einstellte und diesen auch unter dem Twitterprofil der Free Gaza Movement veröffentlichte: „Zionisten betrieben die Konzentrationslager und halfen bei der Ermordung von Millionen von unschuldigen Juden.“ Der Beitrag enthielt einen Link zu einer Video-Aufzeichnung einer Rede des Verschwörungstheoretikers Eustace Mullins. Dieser bewundert Hitler und behauptet, dass die Juden für den Holocaust verantwortlich seien.
Bezüglich des islamistischen Massakers an den Satirikern des Blattes Charlie Hebdo behauptete sie öffentlich, dass es sich dabei um eine False-Flag-Operation des israelischen Auslandsgeheimdienstes Mossad gehandelt habe, und stellte einen Bezug zur angeblich bevorstehenden diplomatischen Anerkennung des Staates Palästina durch Frankreich her.